# ناصرالدين (مقاطعة دورود)
ناصرالدين (بالفارسية: ناصرالدین) هي قرية تقع في قسم جان الريفي (مقاطعة دورود) في إيران. يقدر عدد سكانها بـ 9,148 نسمة .